# Villognon
Villognon település Franciaországban, Charente megyében. Lakosainak száma 332 fő (2022. január 1.). Villognon Ambérac, Cellettes, Coulonges, Fouqueure, Luxé, Vervant és Xambes községekkel határos.

## Népesség
A település népessége az elmúlt években az alábbi módon változott:
| Lakosok száma | 510  | 444  | 400  | 394  | 351  | 333  | 321  | 312  | 318  | 332  |
|               | 1968 | 1982 | 1990 | 2006 | 2013 | 2015 | 2017 | 2019 | 2020 | 2022 |